# Fieseler Fi 157
Fieseler Fi 157 byl německý jednomotorový dálkově ovládaný letecký terč řízený prostřednictvím rádiových signálů vyvíjený před druhou světovou válkou. Vznikl jako reakce na požadavek říšského ministerstva letectví (RLM). Po vypuštění z nosného letounu měl sloužit pro výcvik protiletadlových střelců, ale jeho vývoj byl brzy ukončen. Kromě něj vznikla také pilotované verze letounu, která dostala označení Fi 158. Ta měla být určena pro vývoj dálkového ovládání. Jednalo se o neúspěšný pokus. Všechny tři postavené letouny havarovaly během testování.

## Specifikace
Technické údaje dle

### Technické údaje
- Rozpětí: 6,5 m
- Délka: 5,86 m
- Prázdná hmotnost: 226 kg
- Vzletová hmotnost: 309 kg
- Pohonná jednotka: 1x vzduchem chlazený čtyřválcový invertovaný řadový motor Hirth Motoren HM 60 o výkonu 60 k

### Výkony
- Maximální rychlost: 293 km/h
- Dolet: 580 km